# Van Maerlantlyceum (Eindhoven)

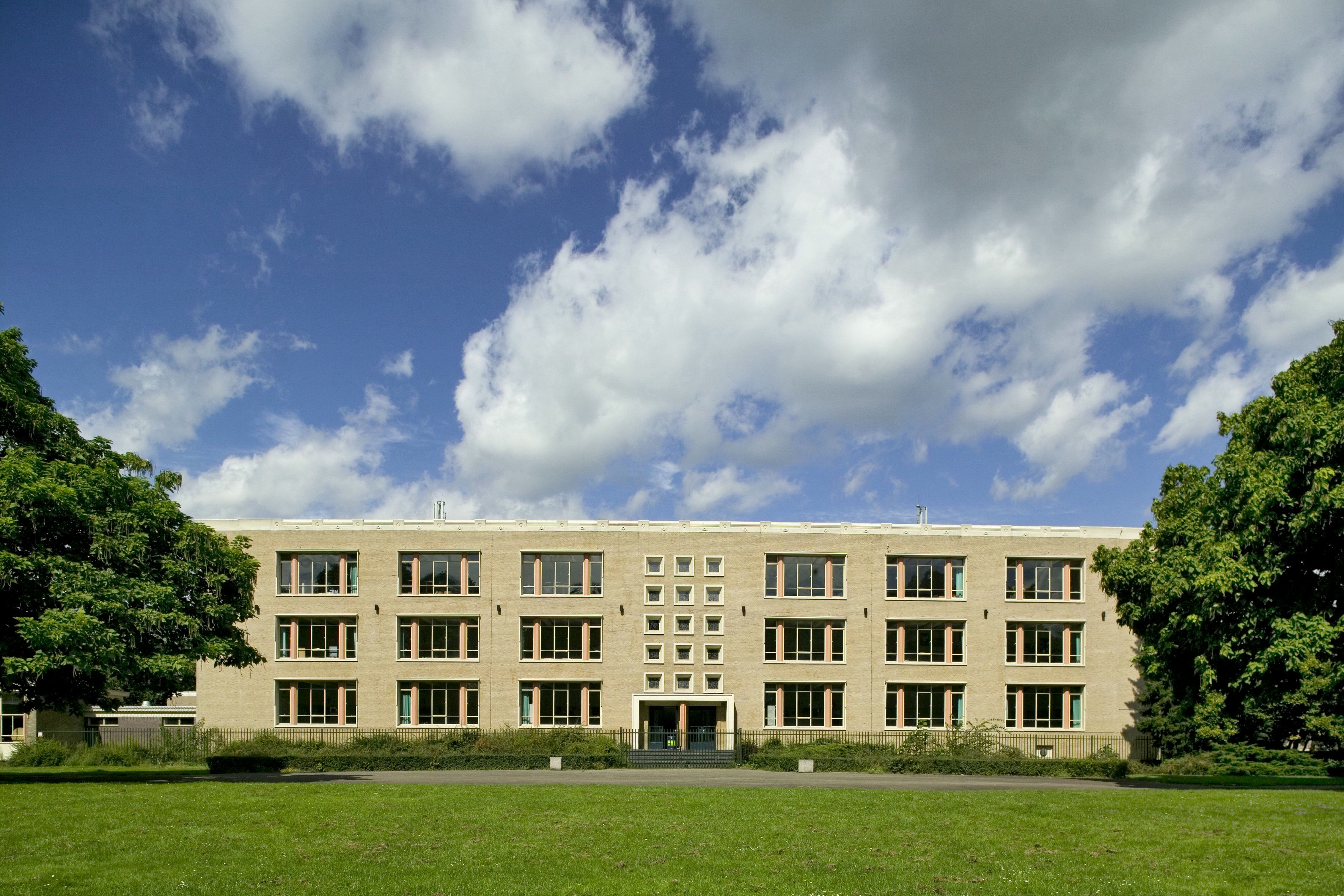
Achterzijde, gelegen aan de Dommel.

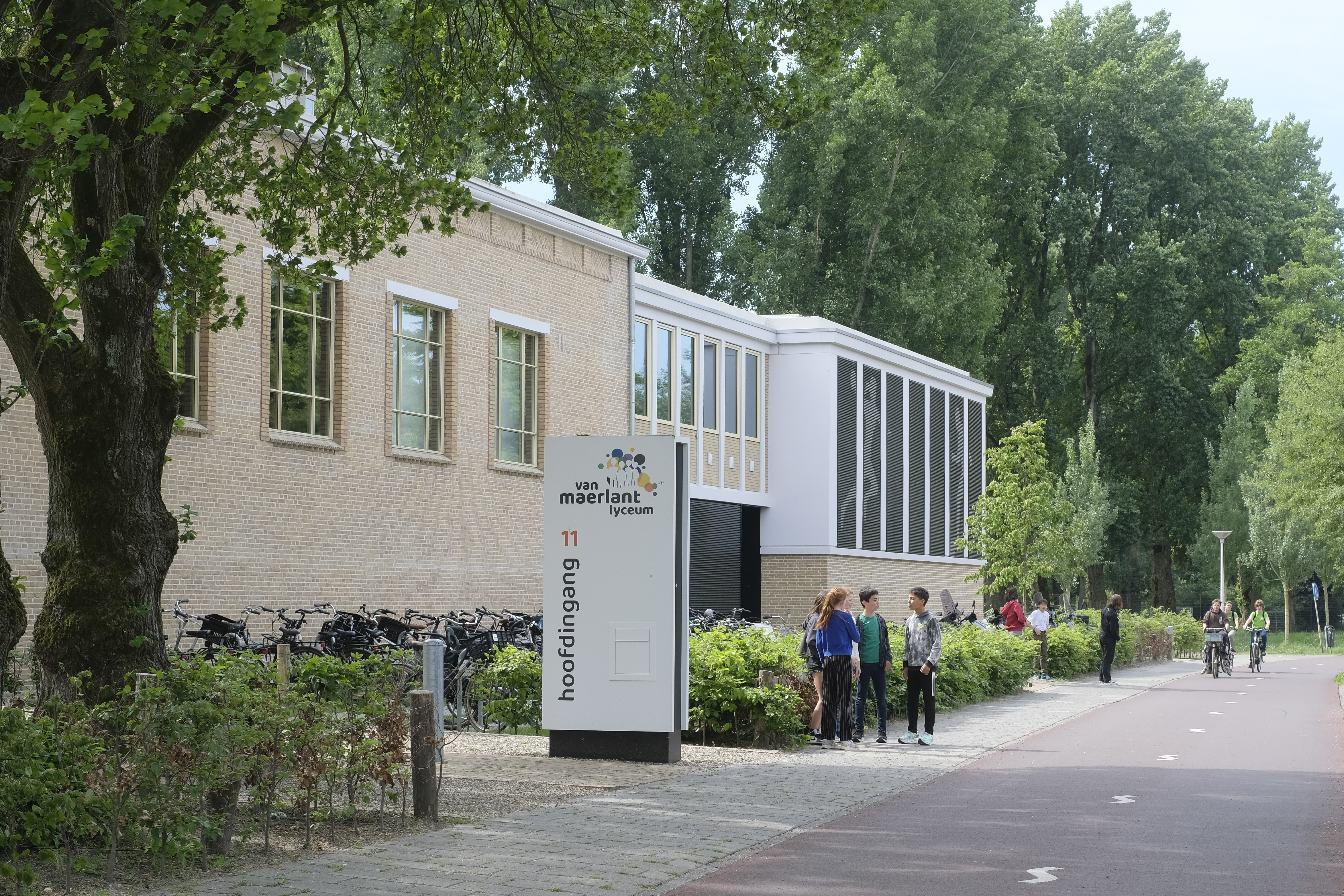

Het Van Maerlantlyceum is een school voor middelbaar onderwijs (Gymnasium, Atheneum en havo) in Eindhoven. De school is onderdeel van Ons Middelbaar Onderwijs (OMO) te Tilburg en maakte deel uit van de scholengroep Het Plein binnen OMO. Het Van Maerlantlyceum is een school van ongeveer 1250 leerlingen, gevestigd in een markant gebouw gelegen aan de rand van een park langs het riviertje de Dommel in het stadsdeel Gestel in het zuiden van Eindhoven. In september 2024 is het vernieuwde gebouw officieel geopend. Het monumentale deel is opgeknapt en het deel er naast is, op de buitenmuren na, gesloopt en vervangen door nieuwbouw. 

## Geschiedenis
Het Van Maerlantlyceum is in 1919 begonnen als het Sint Catharina Lyceum, een katholiek gymnasium voor meisjes, genaamd naar de Heilige Catharina van Alexandrië. In 1935 werd een Middelbare Meisjesschool (MMS) toegevoegd. Een HBS was er niet: voor de meisjes werd een dergelijk, voor "mannelijke" beroepen opleidend schooltype, niet nodig geacht. Er was wel een innige (men deelde een gebouw) samenwerking met het Sint-Joriscollege voor jongens.
Na de Tweede Wereldoorlog werd uitbreiding nodig en werd in 1953 een nieuw gebouw gerealiseerd voor het St. Catharina.
In 1968 werd de school gemengd en werd de naam veranderd in van Maerlant Lyceum naar de dichter/schrijver Jacob van Maerlant. Bij de fusiegolf van 1998 werd het Van Maerlant Lyceum een van de negen scholen van de Scholengemeenschap "Het Plein" en heette toen officieel Pleincollege Van Maerlant. Toen in 2003 de Scholengemeenschap "Het Plein" werd omgevormd tot Scholengroep "Het Plein", werd de school weer zelfstandig. De naam Pleincollege Van Maerlant bleef echter gehandhaafd tot 2010. In dit jaar is besloten de naam Van Maerlantlyceum te gaan voeren.

## Het gebouw
Toen er, na de Tweede Wereldoorlog, in Eindhoven behoefte ontstond aan uitbreiding van het toenmalige St. Joris, gaf het bestuur de voorkeur aan een nieuw gebouw voor het Sint Catharina Lyceum.
Het nieuwe gebouw mocht niet te groot worden in verband met de beperkte bouwcapaciteit van na de oorlog. Het terrein dat werd gekozen, lag aan de Dommel en was eigendom van de gemeente Eindhoven.
Architect Theo Taen, die in 1918 het oorspronkelijke gebouw aan de Elzentlaan had ontworpen, werd in de arm genomen en die kwam met een ontwerp van een zogenaamde halschool, naar de ideeën die vanuit Denemarken en Noorwegen waren komen overwaaien. Hoewel een haltype school (klaslokalen gegroepeerd rondom een centrale hal) in tegenstelling tot een corridortype (klaslokalen aan een gang; het gebruikelijke type) minder
ruimte-efficiënt werd geoordeeld, is de adviesdienst van de Rijksgebouwendienst toch overstag gegaan. Op 17 maart 1952, zes jaar na de eerste opdracht aan de architect, kon met de bouw worden begonnen. Op 1 december 1953 werd met de lessen gestart.

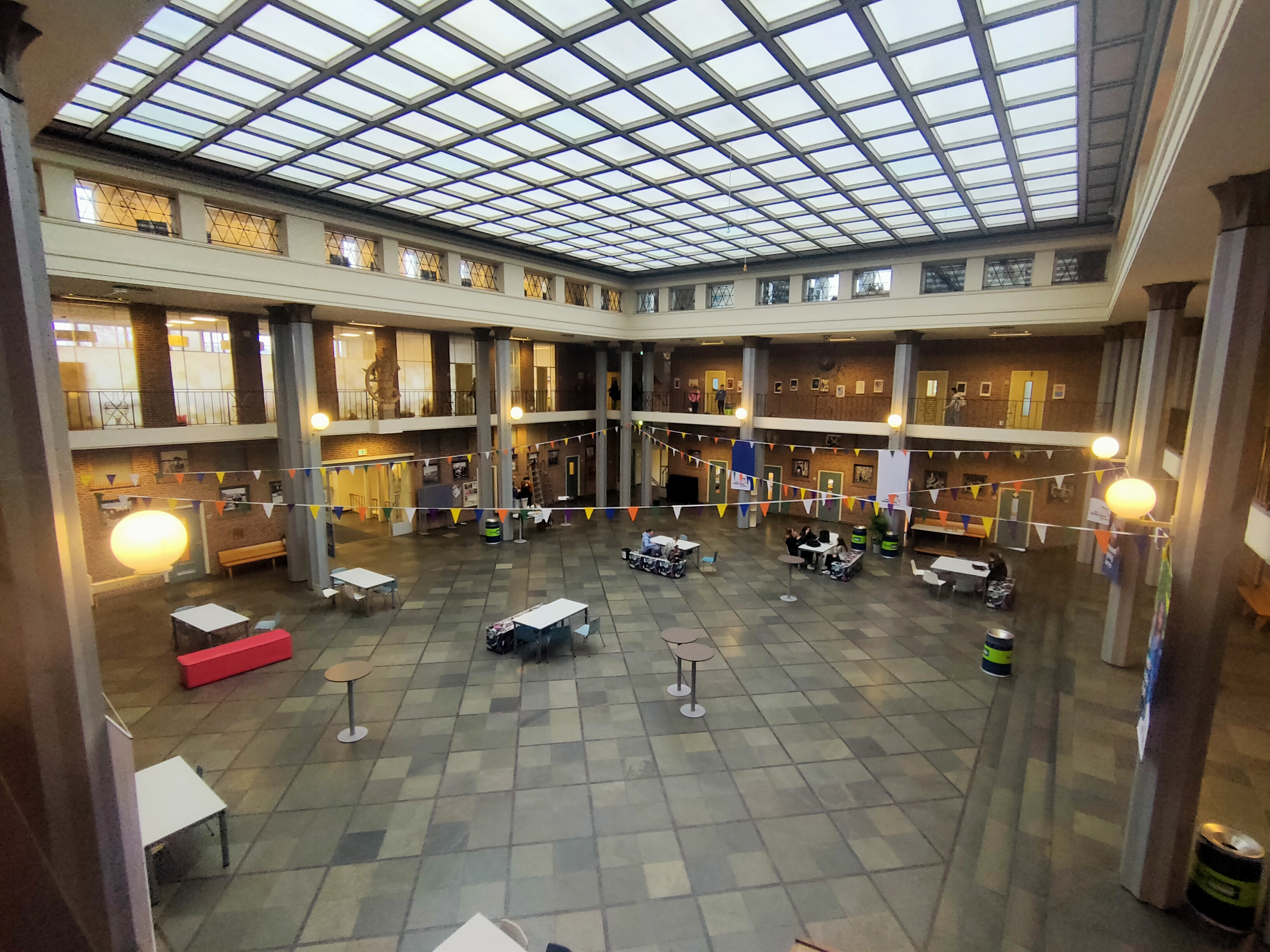
centrale hal Van Maerlantlyceum, april 2022

Het halschool-deel van de school heeft een monumentale status. Doordat de school groeide in aantal leerlingen, is er uitgebouwd naast het originele deel. In het najaar van 2022 is gestart met de sloop van de aangebouwde delen. In 2023 is gestart met een deel nieuwbouw en met het opknappen en moderniseren van het monumentale deel van het gebouw. De schoolactiviteiten zullen tijdens de bouwwerkzaamheden op een andere locatie plaatsvinden, te weten de Von Flotowlaan1 te Eindhoven. In juli 2024 was het vernieuwde gebouw op de vertrouwde locatie gereed om daar het nieuwe schooljaar te starten.

## Halschool
Aan de keuze van dit type school lagen zowel ideële als praktisch motieven ten grondslag. Hoewel een vergelijking leert, dat met de
(toenmalige) afmetingen van 28 × 24,5 bij een hoogte van 10,2 m, zeker 49 normale klaslokalen konden worden gehuisvest in plaats van ca. 30, werd toch voor een centrale hal gekozen.
De redenen daarvoor waren in de eerste plaats de wens om een Dalton-achtigtype onderwijs te gaan geven, waarbij de vakken in een
vast lokaal werden gegeven en de leerlingen dus tussen de lessen van lokaal moesten wisselen. Nauwe gangen konden daarbij voor congestie zorgen. Vervolgens was het niet zeker dat de school een echte aula zou kunnen krijgen in verband met de ruimte en het budget, en dus zou de centrale hal (die natuurlijk wel veel van het volume opslokt) zowel als bijeenkomstruimte als ook als verkeersruimte voor het snel verwisselen van leslokaal, kunnen dienen.
Resultaat was de grootste halschool van Nederland. Het geheel werd gedecoreerd met diverse kunstwerken zoals de muurschilderingen in de traphal van Lambert Simon (Utrecht) en de glas-in-loodramen in de traphal en halplafond van Albert Troost (Eindhoven).
Het twee meter hoge Sint Catharina-beeld in de hal van de school werd gemaakt door de Rotterdamse beeldhouwer Frans Fritschy.

## Heden
Het Van Maerlantlyceum is een school met een, door zijn afkomst, sterk muzische traditie met speciale aandacht voor literatuur, toneel, kunst en muziek.(schoolorkest, muziekavonden).